# Valentano
Valentano település Olaszországban, Viterbo megyében. Lakosainak száma 2729 fő (2023. január 1.). Valentano Capodimonte, Cellere, Farnese, Ischia di Castro, Piansano, Gradoli, Latera és Pitigliano községekkel határos.

## Népesség
A település népessége az elmúlt években az alábbi módon változott:
| Lakosok száma | 2843 | 2879 | 2729 |
|               | 2017 | 2018 | 2023 |